# Herrengasse (Graz)
Ne doit pas être confondu avec Herrengasse.
Herrengasse, au Moyen Âge Bürgerstrasse, également Bürgergasse, est le nom d'un boulevard baroque du centre historique de Graz. Elle est la plus belle et la plus fréquentée des rues commerçantes de Graz, reliant la place principale (Hauptplatz) à la place Am Eisernen Tor, centre du système de transports publics de Graz. Toutes les lignes de tramway de Graz passent par la Herrengasse, qui est en grande partie piétonne depuis novembre 1972 et est donc fermée à la circulation.

## Histoire
Le quartier de l'actuelle Herrengasse est une zone anciennement habitée, où des découvertes ont été faites remontant à la période de Hallstatt. À l'extrémité sud de la Herrengasse se trouvait le ghetto juif fortifié mentionné en 1261. Entre 1457 et 1475, la Bürgerstrasse, où vivaient les citoyens les plus respectés de Graz, fut rebaptisée Herrengasse alors que de plus en plus d'aristocrates y acquéraient des propriétés.

## Liste des bâtiments importants
(Numérotation selon les numéros de maison, pair à droite, impair à gauche en partant de la place principale)
- 1 – Palais de Salzbourg (Salzburger Hof)

- 2 – Schranne, lieu de juridiction jusqu'au début du XVIe siècle, puis mairie
- 3 – Herzoghof ou « Maison Peinte » (Résidence Impériale)
- 9 – Palais Breuner
- 10 – Le café de Caspar Antoni Forno (1747) ; démoli en 1887 et intégré au nouvel hôtel de ville[1]
- 13 – Maison Stubenberg ; résidence de Napoléon Bonaparte à Graz (avril 1797)
- 15 – l’ancien bâtiment principal du bureau des douanes
- 16 – Landhaus, premier bâtiment Renaissance de la ville de Graz et armurerie nationale ; actuel siège du Parlement (Landtag) de Styrie.
- 17 – Steiermärkischen Escomptebank (1910), bâtiment néo-baroque (n° 15-17)
- 23 – Église paroissiale de la ville « Au Saint-Sang » ; accès au cloître du monastère

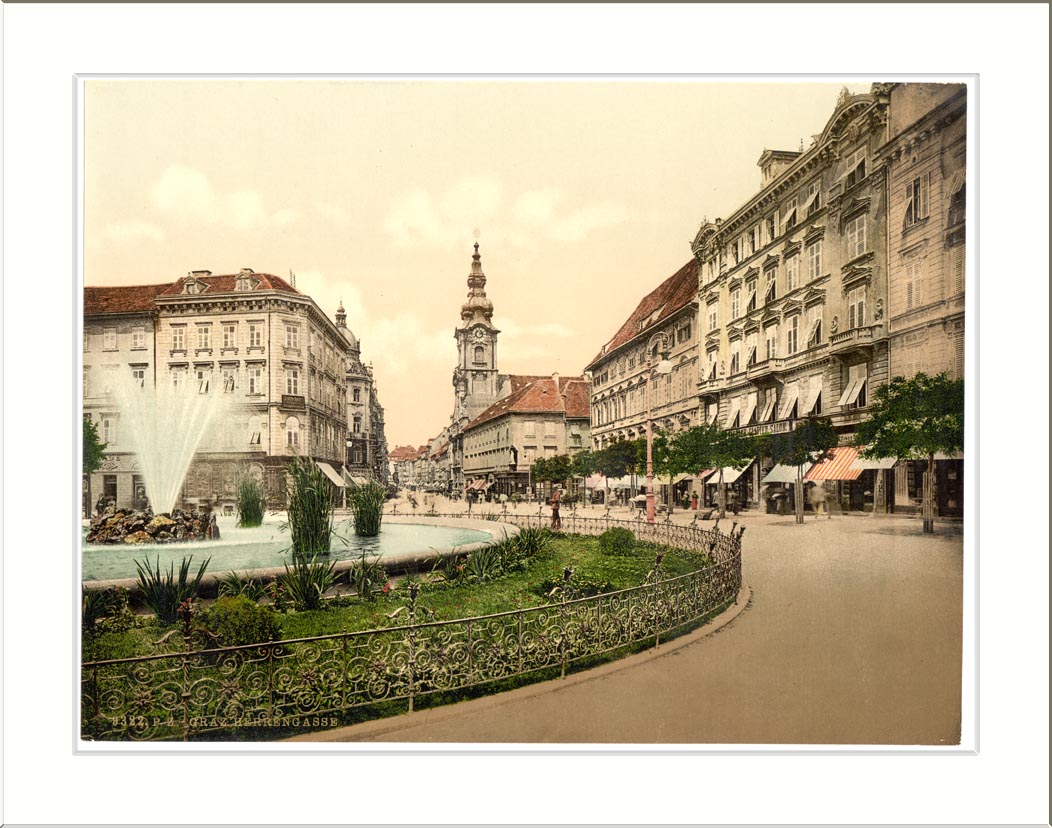
28 – Thonethof ; ancien commandement militaire de la ville ; auparavant, brasserie du marchand Ägydius Gunzinger (vers 1648)  - La Herrengasse vers 1900.
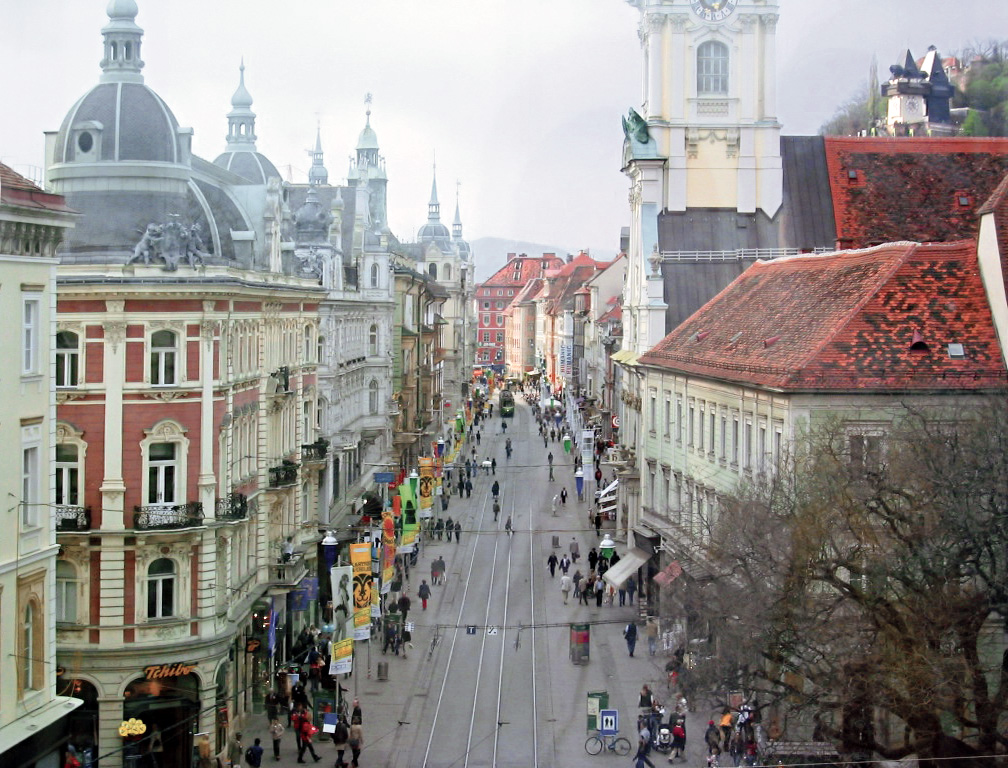
Herrengasse vue du sud.
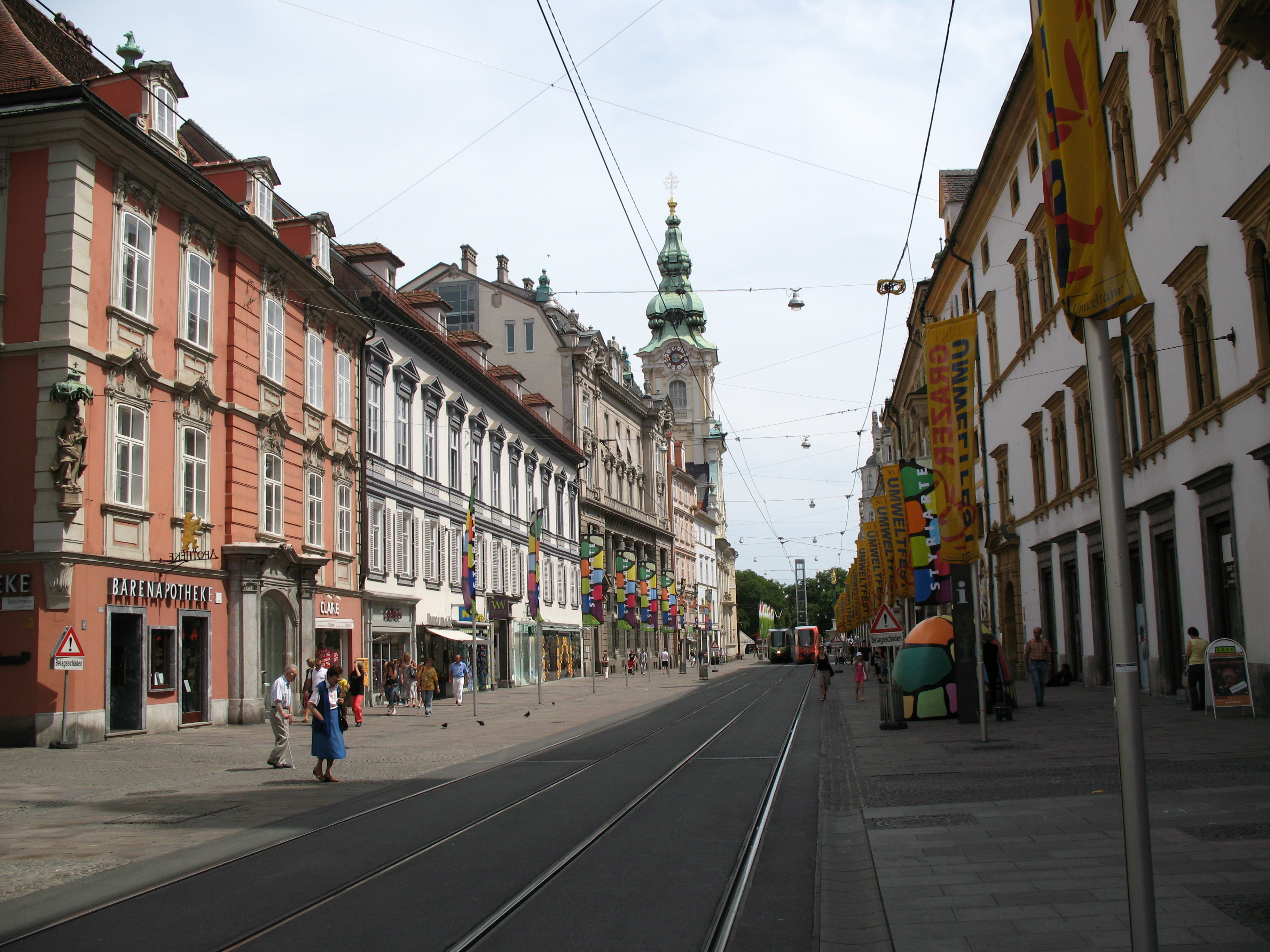
Herrengasse vue du nord. À droite se trouve l'Armurerie d'État, en arrière-plan deux tramways et le Marienlift, une installation artistique (2006).
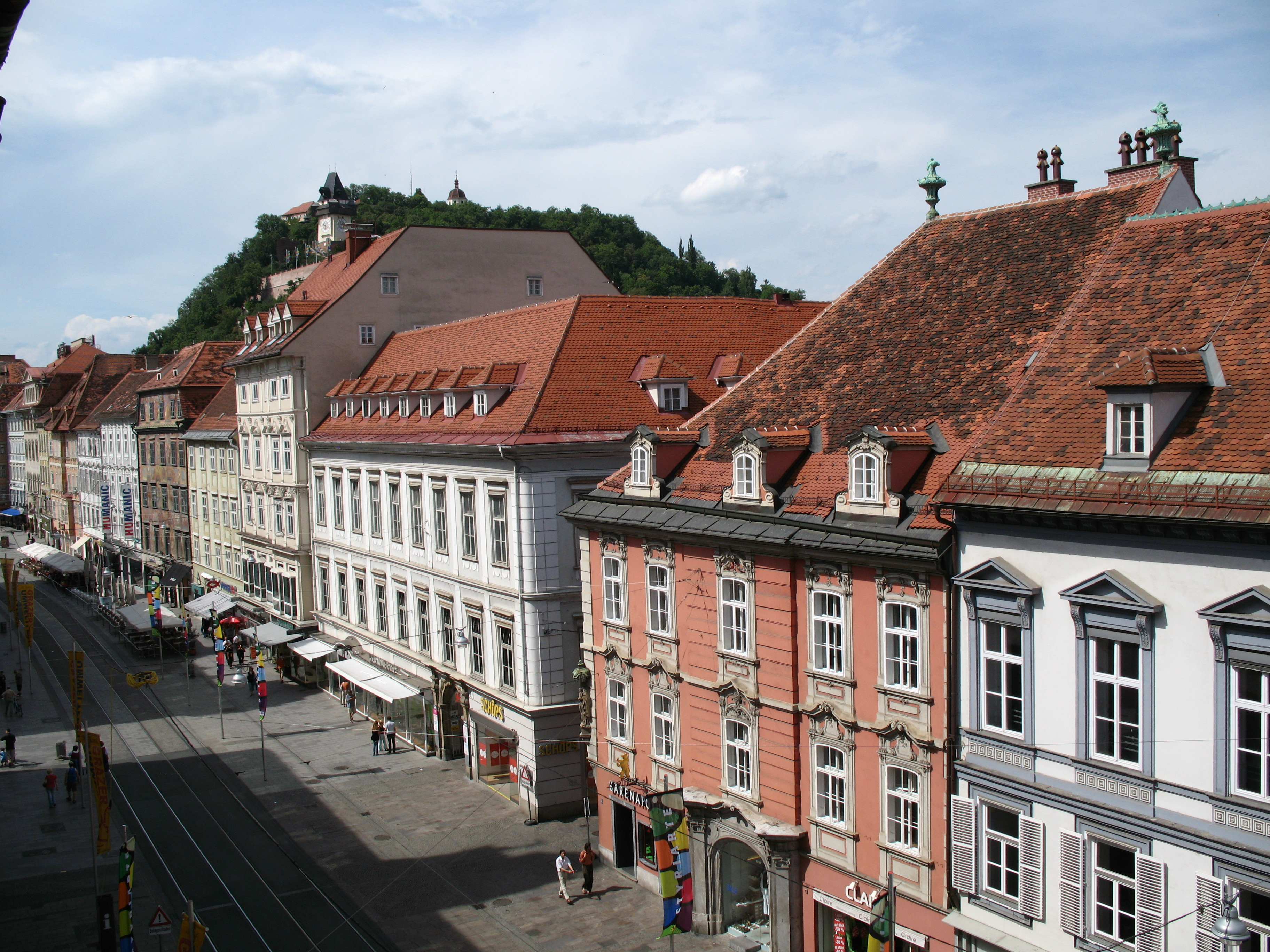
Vue de la Herrengasse et du Schloßberg (au fond) depuis l'Armurerie d'État.
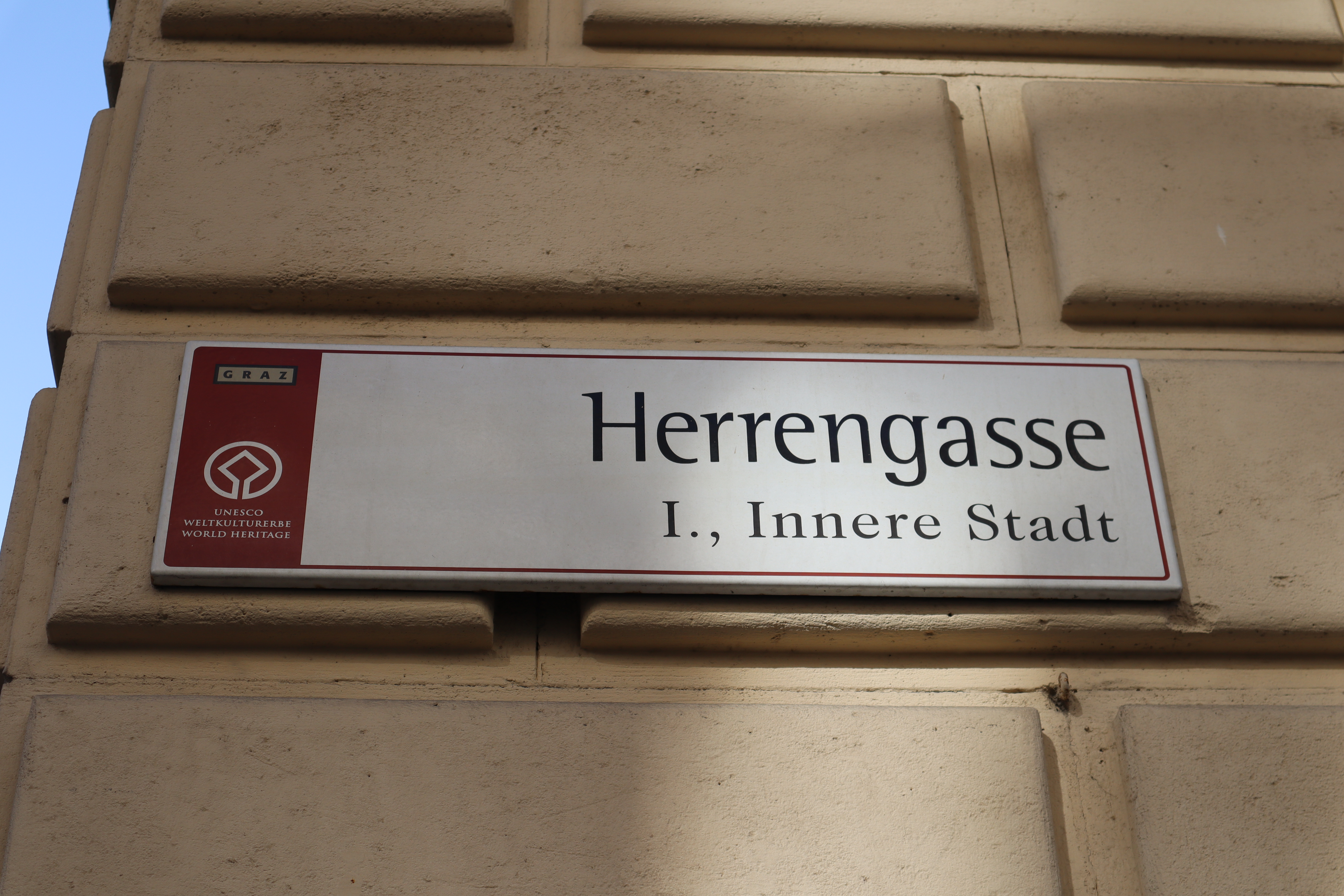
Plaque de rue.
  - Herrengasse vue du sud. 
  - Herrengasse vue du nord. À droite se trouve l'Armurerie d'État, en arrière-plan deux tramways et le Marienlift, une installation artistique (2006).
  - Vue de la Herrengasse et du Schloßberg (au fond) depuis l'Armurerie d'État.
  - Plaque de rue.

## Source de traduction
- (de) Cet article est partiellement ou en totalité issu de l’article de Wikipédia en allemand intitulé « Herrengasse (Graz) » (voir la liste des auteurs).